# Защита географических указаний и гарантии традиционных особенностей в Европейском союзе

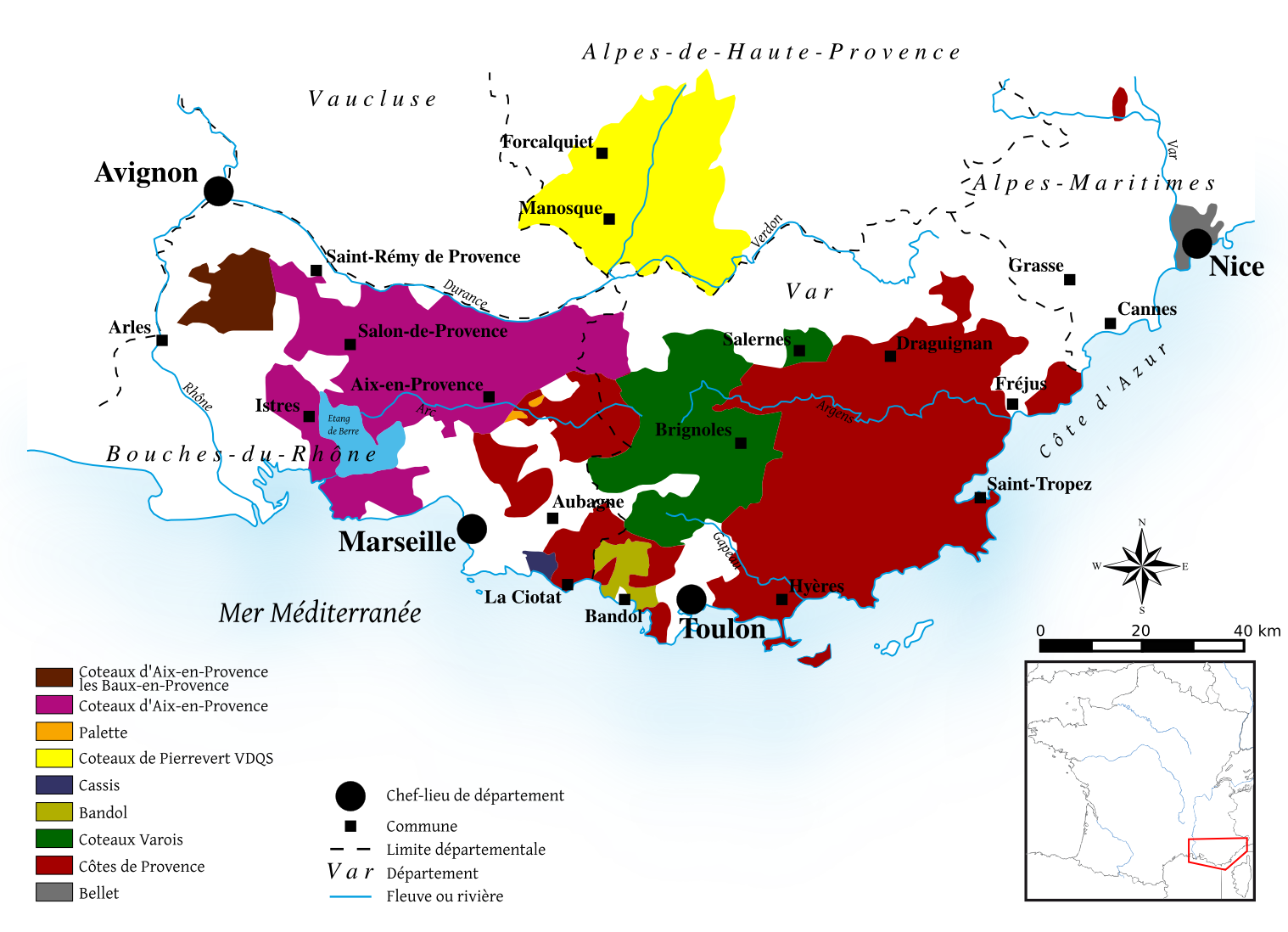
Карта винных аппелласьонов (AOC) Прованса

Защита географических указаний и гарантии традиционных особенностей в Европейском союзе (англ. Geographical indications and traditional specialities in the European Union) — система правового регулирования использования интеллектуальной собственности, в целом тождественная НМПТ и действующая, с учётом ряда дополнительных условий и правил, в странах — участницах Европейского союза и ряде других государств. Распространяется на пищевые продукты (подвергавшиеся переработке человеком, например, сыр пармезан, байоннская ветчина, копчёная морская соль с острова Англси и так далее, или растущие в естественных условиях — красные апельсины из Сицилии), другую сельскохозяйственную продукцию (хмель из Восточного Кента, смолу мастичного дерева из Греции, шерсть шетлендской овцы и так далее), вина и крепкие спиртные напитки. Содержит три основных элемента: Защищённое наименование места происхождения (PDO, англ. protected designation of origin), Защищённое географическое указание (PGI, англ. protected geographical indication), Гарантия традиционности (TSG, англ.  traditional specialities guaranteed). В настоящее время система регулируется нормативно-правовой базой, предусмотренной Положением ЕС № 1151/2012 Европейского парламента от 21 ноября 2012 года. Международное сотрудничество со странами, не входящими в ЕС, основывается на отдельных двусторонних соглашениях. Главной целью данного законодательства является защита репутации региональных продуктов питания, содействие развитию сельскохозяйственной деятельности, помощь производителям в получении достойной оплаты за подлинные продукты, устранение недобросовестной конкуренции и исключение обмана потребителей путём продажи поддельной или низкокачественной продукции.

## История законотворчества по защите промышленной собственности
Упоминания о попытках выделять качественную продукцию сельскохозяйственного производства по наиболее благоприятным для её производства географическим регионам Европы встречаются ещё в древнеримской литературе. Например, в романе «Сатирикон» Петроний Арбитр, описывая пир Трималхиона, пишет: «Показалось ему, что домашняя шерсть не достаточно добротна, он пустил в стадо баранов, купленных в Таренте. Чтобы дома производить аттический мёд, велел привезти из Афин пчёл, — кстати и доморощенные пчёлки станут лучше благодаря гречаночкам». В средние века на уровне отдельных государств (Франция, Португалия и другие) осуществлялись попытки особым образом выделить преимущества некоторых товаров, главным образом вина, подчёркивая место его производства. Первым международным актом по регулированию прав производителей на наименование места происхождения продукции стала Парижская конвенция по охране промышленной собственности 1883 года, которая по некоторым пунктам действует до настоящего времени. Её положения были закреплены в 1891 году Мадридским соглашением о пресечении ложных или вводящих в заблуждение указателей источника на товарах. Последующие изменения в области данных взаимоотношений произошли уже после Второй мировой войны. Они зафиксированы в Лиссабонском акте 1958 года. В 1992 году было введено общеевропейское законодательство, которое, тем не менее, периодически совершенствуется. В настоящее время защита географических указаний и гарантии традиционных особенностей в ЕС регулируются Положением № 1151/2012 Европейского парламента от 21 ноября 2012 года.

## Защищённое наименование места происхождения (PDO)

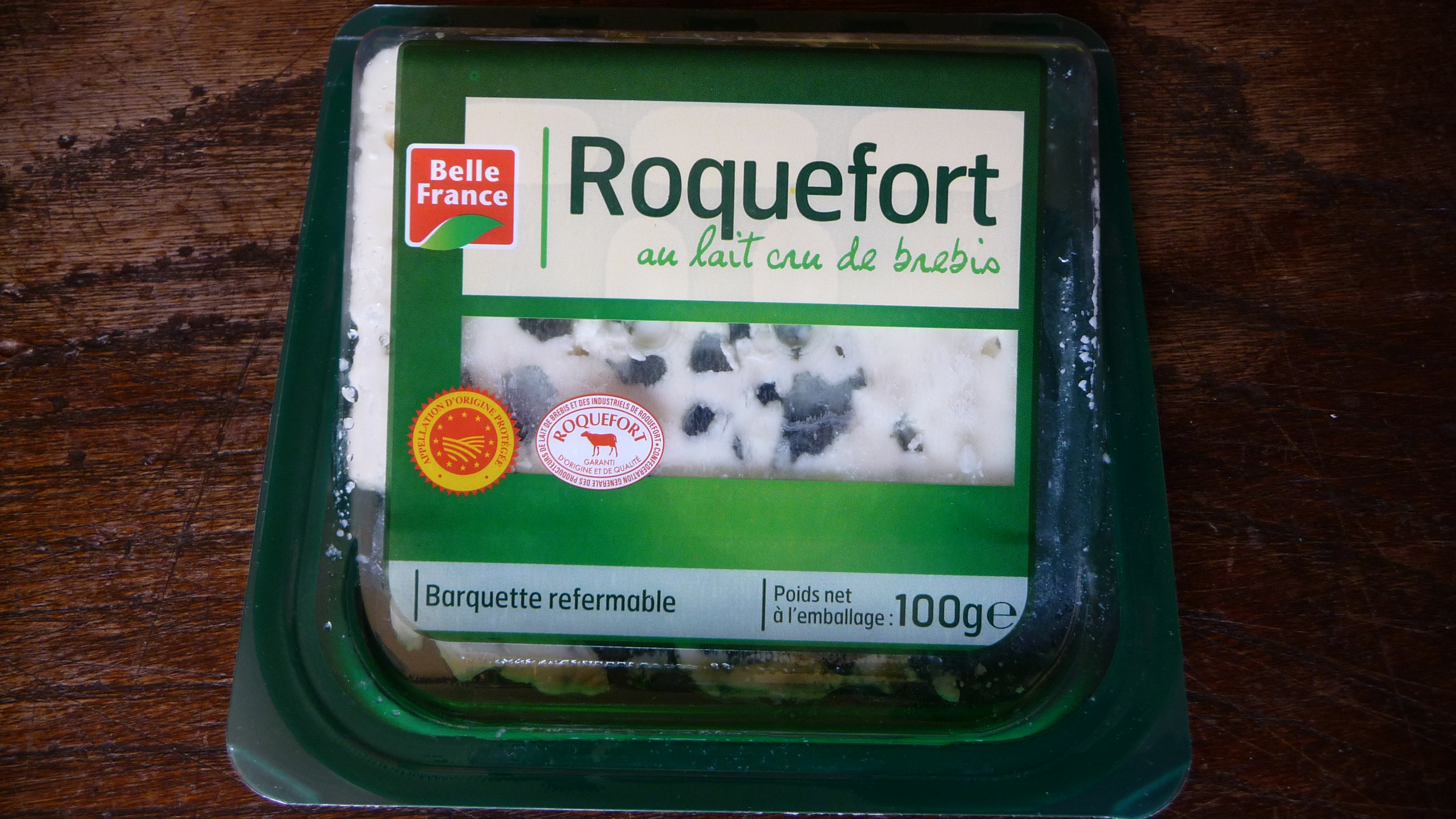
Упаковка сыра Рокфор. В левом нижнем углу логотип PDO.

Предусматривает абсолютное соблюдение рецептуры, использование строго оговоренного исходного сырья и производство продукта исключительно в обозначенном месте региона, где на его изготовление влияет географическая среда, климатические особенности и (или) человеческие факторы. Чаще всего в названии используется географическое название (области, региона, города) и только в ряде исключительных случаев — название страны (например, Латвийский серый горох). Присваивается пищевым продуктам и винам (см. аппелласьон). Одним из характерных примеров регистрации статуса PDO является сыр Рокфор: решающим фактором в его созревании является «благородная» плесень Penicillium roqueforti, растущая только в известковых гротах провинции Руэрг во Франции. Другим примером может служить авготарахо или хавьяра — икра кефали из греческого города Месолонгион. Эта рыба питается планктоном, живущим в особых условиях местной лагуны (влияние климатических особенностей). Кроме того, в отличие от других рецептов приготовления баттарги, местные жители для сохранности продукта запечатывают его в пчелиный воск (влияние человеческих знаний и умений).

## Защищённое географическое указание (PGI)
Предусматривает абсолютное соблюдение рецептуры и использование строго оговоренного исходного сырья; место производства продукта может быть изменено или он может быть произведён в нескольких местах региона. На его изготовление оказывает влияние определённые свойства продукта, сложившаяся деловая репутация, другие характеристики продукта, относящиеся к его географическому происхождению. При этом по меньшей мере один из этапов его производства или переработки происходит в этой области. Чаще всего в названии используется географическое название (области, региона, города) и только в ряде исключительных случаев — название страны (например, Чешское пиво или Литовский скиландис). Присваивается пищевым продуктам, винам и крепким спиртным напиткам.

## Гарантия традиционности (TSG)
Предусматривает абсолютное соблюдение рецептуры и технологического процесса при изготовлении товара. Присваивается только пищевым продуктам. На вина и крепкий алкоголь не распространяется.
Статус TSG обеспечивает защиту для традиционных блюд и пищевых продуктов специфического характера. В отличие от PDO и PGI, TSG не описывает качество исходного сырья, а требует от производителей (которые могут располагаться не обязательно в названном регионе) соблюдение традиций переработки, производственного процесса, сложившихся в конкретной географической области. Например, при регистрации мидий бушо описана многовековая технология выращивания этих моллюсков, которая используется в настоящее время фермерами практически по всему побережью западной и северной Франции. Более того, существуют статусы TSG, действующие на продукты с одним названием в разных странах: например, шпикачки (словац. Špekačky) или липтовская салями (словац. Liptovský salám) по традиционной рецептуре могут производиться и в Чехии, и в Словакии. Кроме того, конкретный продукт сельскохозяйственной переработки должен обладать своими специфическими свойствами в течение минимум тридцати лет до момента регистрации, это же распространяется на его состав и используемые технологии.

## Порядок рассмотрения заявок
Заявка на PDO или PGI сначала должна быть подана властям соответствующего государства-члена ЕС от производителя товара или объединения производителей (ассоциации, консорциума и так далее). Она оценивается на уровне государства-члена ЕС с точки зрения соблюдения критериев, изложенных в действующем Положении (в настоящее время — No 1151/2012). Если установлено, что все необходимые требования исполнены, заявка направляется в Европейскую комиссию для окончательного утверждения. Заявки подлежат публикации в открытых источниках как на национальном, так и на общеевропейском уровне для того, чтобы защитить интересы третьих лиц, имеющих возможные возражения или протесты против предлагаемых кандидатов. Процедура получения статуса со всеми необходимыми экспертизами и вполне вероятными судебными разбирательствами может продолжаться годами. Так, например, производители рыбы традиционного копчения из Гримсби ожидали регистрации PGI более девяти лет, а изготовители Лестерширских пирогов со свининой — свыше десяти.
Некоторые объединения производителей начинают процедуру защиты географического указания с регистрации коллективного товарного знака. При этом по действующему законодательству товарные знаки, права на которые были получены до регистрации PDO или PGI в Европейской комиссии, могут продолжать использоваться. Регистрация же аналогичного товарного знака после получения статуса PDO или PGI невозможна (ст. 13 Регламента EC № 510/2006). Кроме того, наличие товарного знака может быть основанием для отказа в регистрации PDO или PGI (ст. 7(3), Регламент EC № 510/2006).

## Взаимоотношения общеевропейского и национальных законодательств
Система защиты географических указаний и гарантии традиционных особенностей аналогична некоторым национальным проектам, таким как Контроль подлинности происхождения (Франция), Контроль за обозначением происхождения (Италия), Denominación de Origen (Испания) и ряду других. Все они действуют параллельно, а в случае возникновения противоречий, последние разрешаются путём судебных разбирательств. Например, много лет продолжалось рассмотрение прав Испании на использование наименования Туррон при изготовлении кондитерского изделия, сходного с нугой. Несколько французских производителей претендовали на него, ссылаясь на то, что качество этого продукта не зависит от места его производства. окончательное решение в пользу Испании принял только Европейский суд. Большие претензии имеют французские сыроделы к немецким коллегам, производящим продукцию под названием Бри и Камамбер. С другой стороны, Италия хочет запретить той же Германии производит сыр Камбоцола, который они считают слабой копией ломбардийской Горгондзолы. Одним из самых продолжительных и обсуждаемых судебных разбирательств стал спор Греции с производителями из Дании, Германии, Франции за право использовать название Фета. Разнообразные заседания, экспертизы и опросы продолжались не менее 10 лет. Сначала Греции удалось в 1995 году зарегистрировать статус PDO для данного сыра. Однако, в 1999 году это решение было отменено: молочные компании сразу нескольких стран доказали, что вкусовые качества продукта не зависят от географического расположения производителя. Но в 2002 году Греция вновь получила исключительные права на сыр Фета, так как произведённые в ЕС опросы покупателей показали, что это название ассоциируется у них исключительно с этой страной. Решением от октября 2005 года Еврокомиссия закрепила за греческим сыром Фета статус PDO окончательно. Однако попытки оспорить этот статус не прекращаются.
Наиболее острые противоречия в области защиты исторически сложившихся географических ареалов производства сложились во взаимоотношениях ЕС и США. Действующее законодательство Европы в определённом смысле лоббирует интересы своего агросектора путём регистрации географических указаний. В Америке же под защитой находятся товарные знаки. В Вашингтоне полагают, что Евросоюз проводит экономическую политику протекционизма путём ограничения использование названий известных товаров. Ответная позиция ЕС основывается на том, что выпуск американскими производителями продуктов под старыми европейскими брендами вводит потребителей в заблуждение. Данные противоречия уже много лет являются серьёзным препятствием для полноценного вступления в силу соглашения по Трансатлантическому торговому и инвестиционному партнерству (ТТИП).

## Страны ЕС

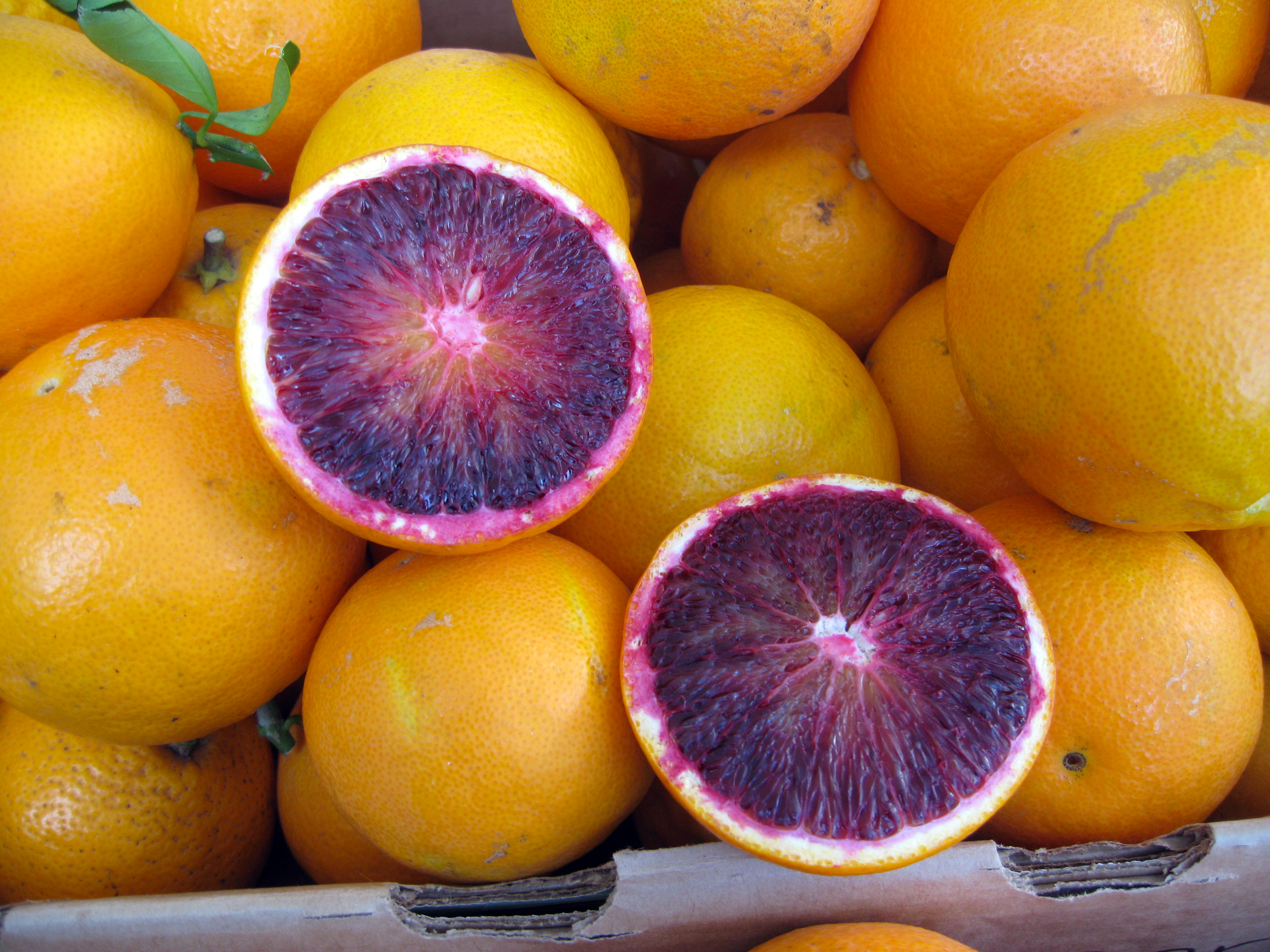
Кровавые апельсины с Сицилии

Италия имеет 291 продукт с зарегистрированными PDO, PGI и TSG, среди которых (перечислены избирательно в качестве примеров):
- сыры (все — PDO): Азиаго (Венеция), Битто (Ломбардия), Бра (Пьемонт), Качокавалло (несколько регионов), Casciotta d’Urbino (Марке), Пекорино Сардо (Сардиния), Fontina (Валле-д’Аоста), Горгондзола (Ломбардия), Грана падано (несколько регионов), Пармезан (несколько регионов);
- оливковое масло (PDO): Bruzio (Калабрия), Кьянти и Лукка (Тоскана), Monti Iblei (Сицилия);
- мясные деликатесы (PGI, если не указано иное): Лардо (Тоскана), Мортаделла (Болонья), Салями S. Angelo (Сицилия), Прошутто (Парма, PDO);
- уксус: Бальзамический уксус (Модена, PGI);

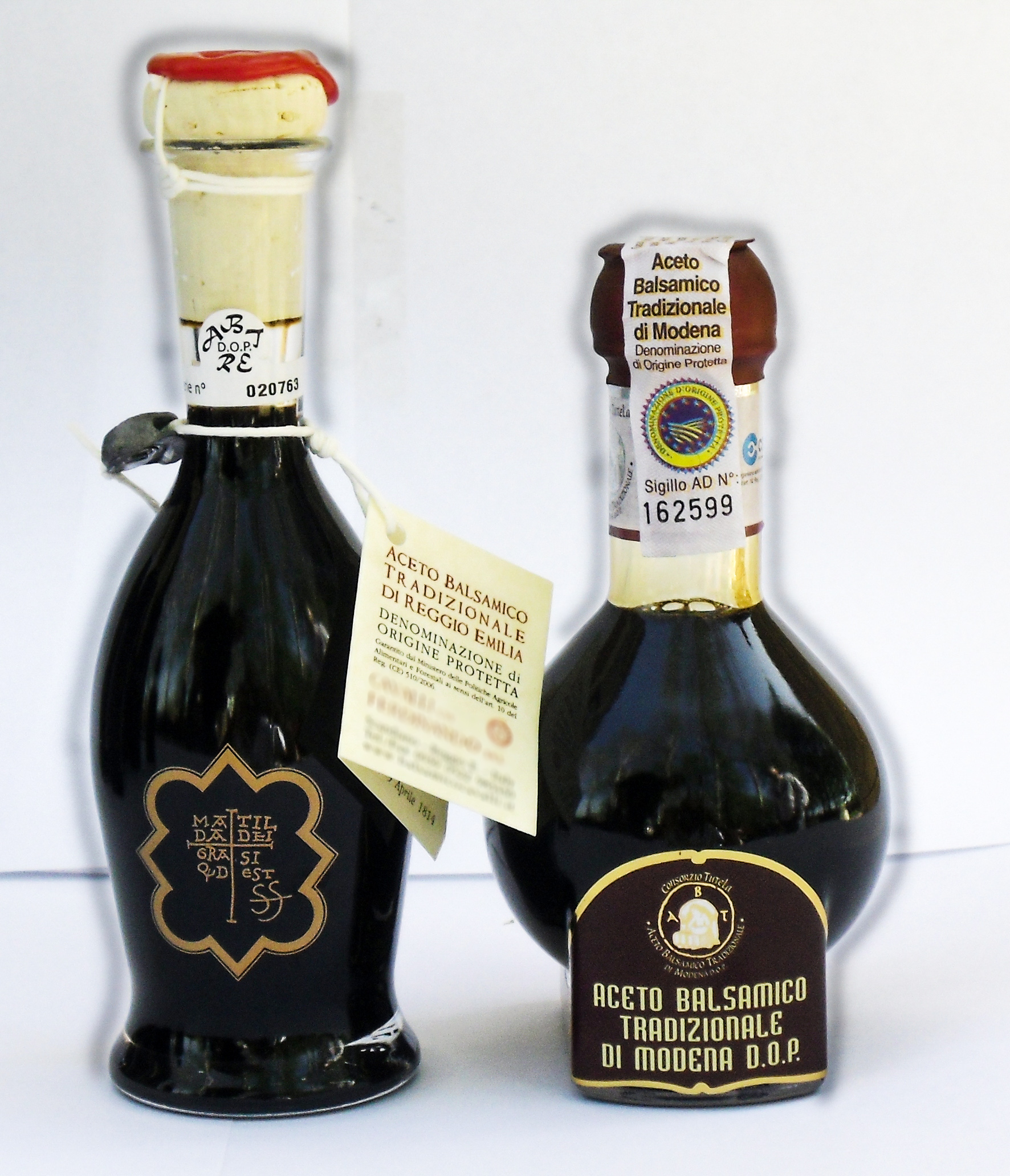
Бальзамический уксус из Модены

- овощи и фрукты: Кровавые апельсины (Сицилия, PDO), лигурийский базилик (PDO), красный лук (Калабрия), сладкие оливки Nocellara del Belice (Сицилия);
- выпечка и пасты: Coppia ferrarese (рус. Парочка из Феррары, Феррара, PGI), Pane di Altamura (Апулия, PDO).

По системе TSG в Италии зарегистрировано только 2 продукта: сыр Моцарелла (из молока коров) и неаполитанская пицца
Второе место по количеству зарегистрированных продуктов принадлежит Франции — 237 наименований:
- сыры: Абонданс (Верхняя Савойя), Блё д'Овернь (Овернь), Бри де Мо (Brie de Meaux) и Бри де Мелен (Brie de Melun), Броччио (Корсика), Камамбер (Нормандия), Рокфор (Руэрг), Шабишу (Куршевель) и многие другие;
- мясные деликатесы: байоннская ветчина (PGI), колбаски Boudin blanc de Rethel (Ретель);
- вина: шампанское (Шампань), Коньяк (Пуату — Шаранта), Арманьяк (Гасконь) и другие;
- овощи и фрукты: эспелетийский перец, зелёная чечевица (Ле-Пюи-ан-Веле), оливки сорта Olive de Nice (Ницца);
- другое: Эльзасский мёд.

Со статусом TSG во Франции зарегистрирован только 1 продукт — Мидии бушо.
В Испании в списке из 193 товаров преобладают различные хамоны, а также оливковое масло:

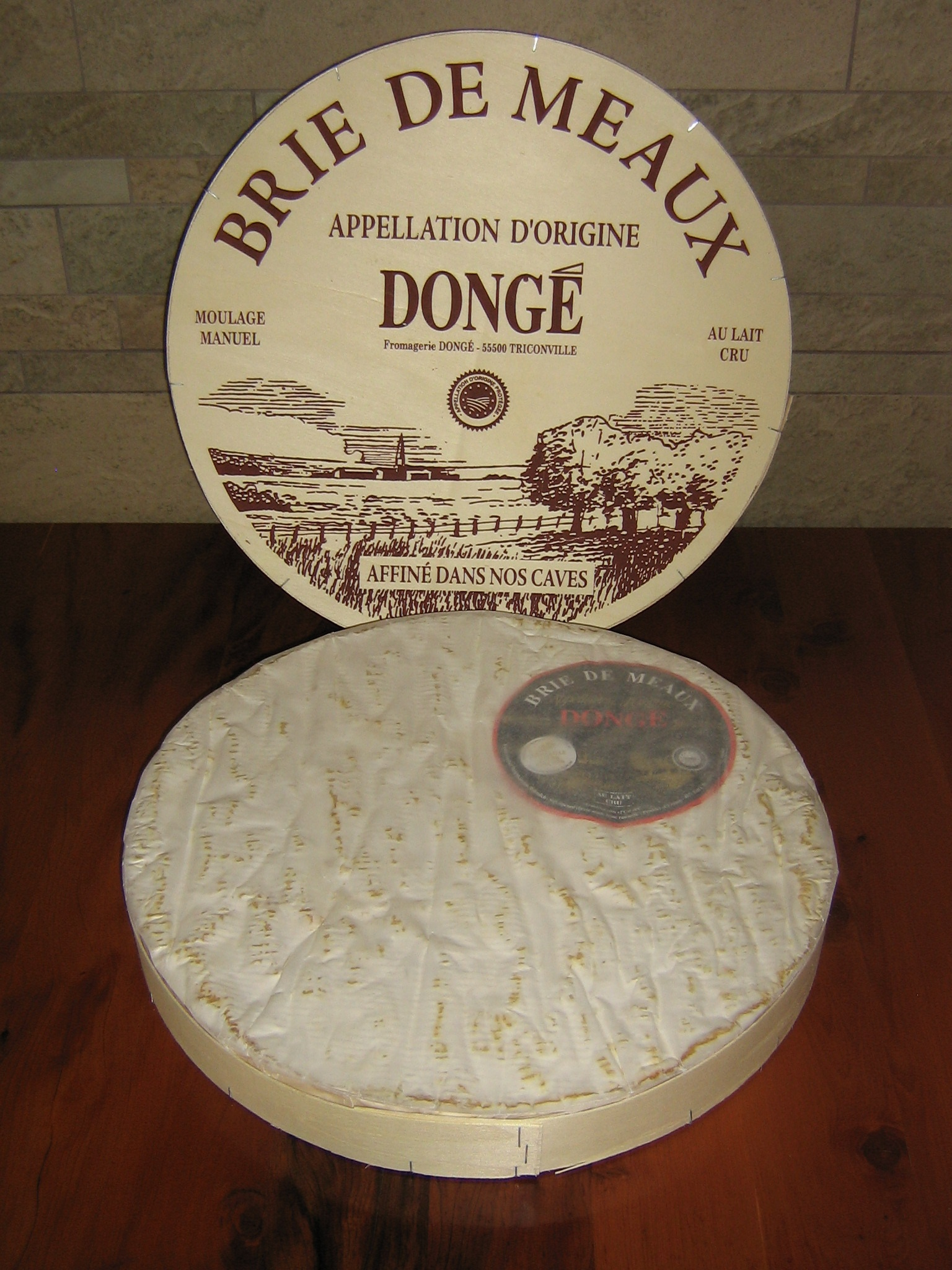
Сыр Бри де Мо

- мясо: сесина (сыровяленый говяжий окорок), галисийская ветчина Lacon Gallego и многочисленные варианты хамонов;
- овощи и фрукты: бобы из Эль-Барко-де-Авила;
- сыры: Арсуа-Уллоа (Галисия);
- алкоголь: Herbs de Majorca (ликёр на травах с преобладанием аниса, Майорка), вино из Тьерра-дель-Вино;
- прочее: Альфахор (несколько регионов), Сантьяго (пирог с миндалём, Галисия, PGI), нуга Туррон (несколько регионов)

Достаточно схожий ассортимент представлен в Португалии, где 137 продуктов находятся под защитой интеллектуальной собственности ЕС, например:
- мясные изделия: колбасы Альейра, Ботилло, Фаринейра, говядина из Алентежу, кровяная колбаса Morcela;
- вина: портвейн, Bairrada из Бейра-Литорал, вина регионов Дуэро, Каркавелуш, вишнёвый ликёр Жинжинья;
- сыры: Сан-Жоржи и Серра-да-Эштрела из одноимённых регионов.

Список пятёрки лидеров завершает Греция — 104 товара.
- оливки: из Каламаты;
- сыры: фета (оспаривается многими странами), Гравьера, Касери, Манури;

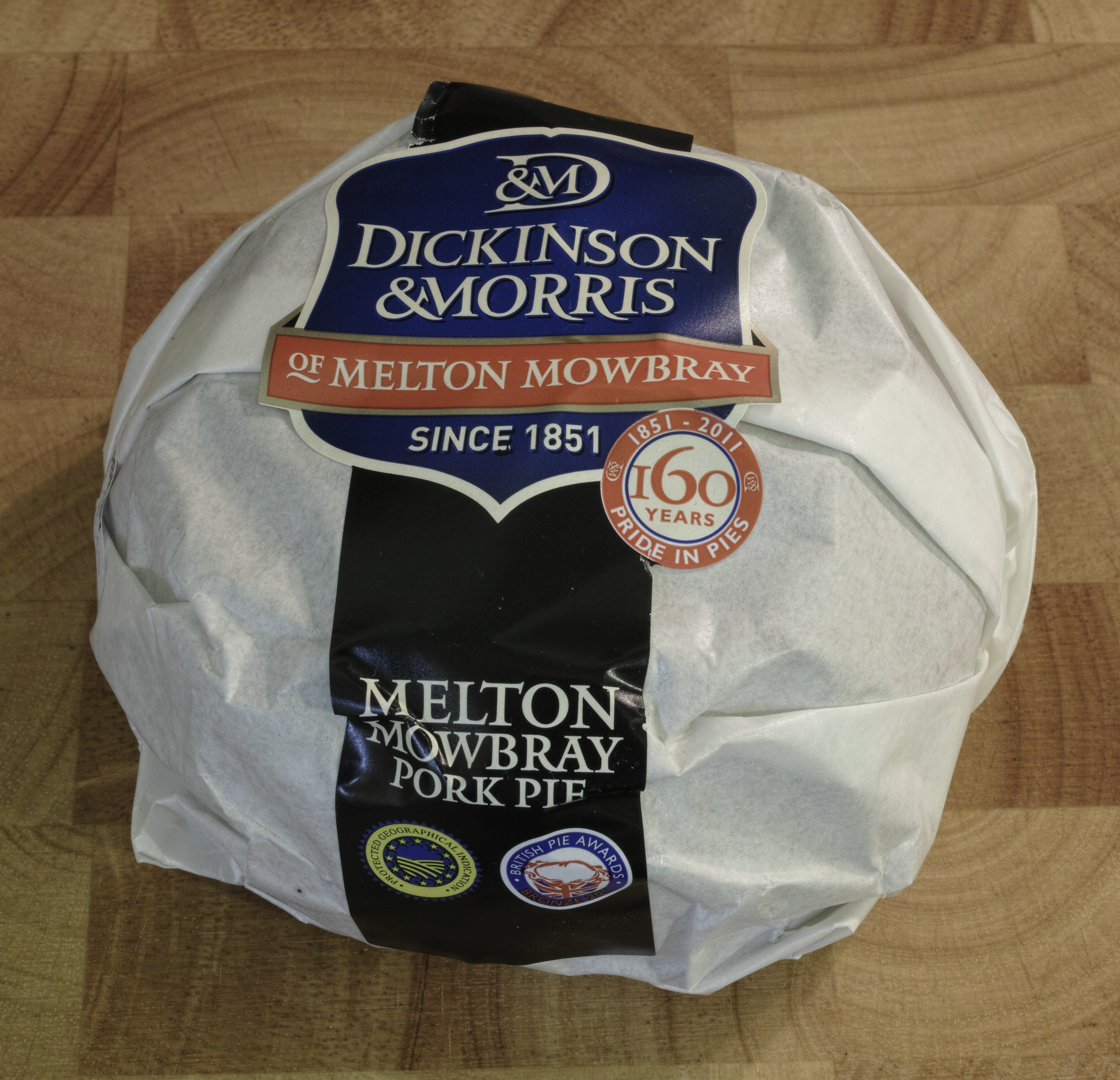
Упаковка Мелтон Моубрей

- алкоголь: мастика (пряный крепкий алкогольный напиток), узо (бренди с анисовой вытяжкой), рецина;
- прочее: Хиос Мастика.

Великобритания (64 продукта):
- мясо и изделия из него: вырезка мэнского лохтана, свиной пирог Мелтон Моубрей (Лестершир), сторновейский чёрный пудинг (Внешние Гебридские острова), традиционные камберлендские сосиски (Камберленд);
- спиртные напитки (все — PGI): Шотландский виски, Ирландский виски, Плимутский джин;
- другое: Корниш пасти, Рыба традиционного копчения из Гримсби, Королевские гребешки[англ.].

## Страны постсоветского пространства
Страны постсоветского пространства в настоящее время не ведут работу по регистрации своей сельскохозяйственной продукции в ЕС. Исключение составляет заявка Армении на регистрацию статуса PDO для севанской форели. Вышедшая из СНГ Грузия пошла по пути регистрации своих прав на географические указания во Всемирной организации интеллектуальной собственности. Такими продуктами стали, например, Сулугуни, Чача, Чурчхела. В России правовые отношения в этой сфере регулируются законом о защите товарных знаков.

## Другие страны
В странах, не входящих в ЕС, защитные статусы в Европе имеют: Колумбийский кофе, креветки Costa Negra (Бразилия), персики Pinggu Da Tao, чай Лунцзин, мёд Guanxi Mi You и ещё 7 китайских товаров, инжир из Андына и баклава из Газиантепа (Турция), а также ряд других продуктов.